# Polycyrtus areolaris
Polycyrtus areolaris är en stekelart som beskrevs av Joseph Augustine Cushman 1931. Polycyrtus areolaris ingår i släktet Polycyrtus och familjen brokparasitsteklar. Inga underarter finns listade i Catalogue of Life.